# 太阳星辰 (电视剧)
《太阳星辰》（英語：See Her Again）是由騰訊視頻、海棠果影業出品的時裝穿越懸疑警匪網絡劇，由陳偉霆、劉雅瑟領銜主演，並由馮德倫特別主演，謝君豪及周勵淇特邀主演。該劇改編自韓國電視劇《隧道》，於2023年在香港拍摄，隔年成为首部入围法国《康城春季电视节》MIP Drama Screening的亚洲剧，亦是首部在騰訊視頻和Netflix同步聯播華語懸疑劇。

## 故事简介
1993年，香港重案組警察楊光耀（陳偉霆飾）意外來到2018年，遇到與自己同齡拍檔陳凱晴（劉雅瑟飾）。兩人凭着撲朔迷離的線索，攜手追查塵封多年的連環殺人案。

## 演員
| 演员   | 角色                  | 简介 |
| 陳偉霆 | 杨光耀／陳家傑        | 西九龍重案組警員，1993年西九龙重案组高級督察，楊星遙之父 因追查連環殺人案，收到線報到地下引水道，與兇徒爭執時鎅傷兇徒腰部，追至到景順大廈升降機意外穿越2018年 最終破案 後來出席完陳凱晴葬禮 再次返回意外穿越時空的景順大廈升降機，順利返回1993年，修補對家人，同事、上司關係 並阻止連環殺人案有關人士 |
| 劉雅瑟 | 陳凱晴／楊星遙        | 西九龍重案組警员，楊光耀，何佩潔之女，兒時被陳子俊、周曼儀領養，嘗試與意外穿越時空的楊光耀修補關係，後來與楊光耀相認，最終幫養母周曼儀擋子彈而被桑達士槍殺 |
| 冯德伦 | 陳子俊／何慶才        | 法醫科醫生，周曼儀之夫，陳凱晴之養父 因生父何兆永強行出售景順大廈 把鐵鏈鎖住鐵門 剛巧有人放火 燒死其生父及周曼儀外婆 後來改名換姓 與周曼儀成為連環殺人案主謀 利用麥志鴻製造假像來影響警方調查 後來得知桑达士秘密基地後放火 被楊光耀追至被捕                                                           |
| 谢君豪 | 葉誠                  | 行动处高级助理处长 因其老婆欠下賭債 被桑达士利用交換情報及景順大廈大火意外調查委員稱一切只是意外 因被意外穿越時空的楊光耀調查到桑達士 最後被桑达士派出殺手殺害 |
| 周勵淇 | 周曼仪／蔡寶盈        | 犯罪心理学专家，陳子俊之妻子，陳凱晴之養母 因外婆與何兆永被大火燒死 後來改名換姓與陳子俊成為連環殺人案主謀 利用麥志鴻製造假像來影響警方調查 後來得知桑达士潛徒地方 搶去陳凱晴配槍 嘗試殺害其 反而被桑达士開槍殺害為其擋子彈陳凱晴 最終被捕                                                            |
| 朱鑑然 | 张天明                | 西九龍重案組高级督察，張強之子，後來協助楊光耀破案，最終與母親得到解脫 |
| 陆骏光 | 劉伟滔                | 西九龍重案組總督察，1993年西九龙重案組警员 與穿越時空楊光耀相認 協助楊光耀查案 最終被桑达士秘密基地陳子俊放火引致掉下橫樑砸死 |
| 凌文龙 | 麦志鸿                | 空调维修工，精神病患者 後來為了報答陳子俊 周曼儀 隱瞞真相 最終警署自殺身亡 |
| 何杜娟 | 何佩洁                | 杨光耀妻子，楊星遙之母，被盲標開車殺害 |
| 袁富华 | 邓宏发                | 宏发地产老板，原名鄧堅，因風水而改名，有畏高症，是鄧榮添同村兄弟，兒時玩伴 |
| 吴岱融 | 桑达士爵士 （Sundess) | 企业家和慈善家 收購景順大廈始作俑者 指示不法份子放火 追捕期間開槍殺害陳凱晴 最終被捕 |
| 麦长青 | 石达智                | 富商 賄賂景順大廈大火調查委員會所有人士 最終被陳子俊落毒藥後身亡 |
| 车婉婉 | 莊曉華                | 美容集团老板，慈善基金会首席执行官 桑達士助手 後來協助警方引出桑達士 最終供出桑達士所有罪行 |
| 黄梓乐 | 阿包                  | 麦志鸿的幻想 (人格分裂） |
| 陳寶轅 | 鄧榮添                | 黑鬼添，黑幫老大，鄧宏發同村兄弟 |
| 張文傑 | 盲标                  | 流氓，開車殺害何佩潔，最後被桑达士開車殺害 |
| 陈国峰 | 神驹                  | 西九龍重案組警长 |
| 黄振宇 | 阿蕉                  | 西九龍重案組警员 |
| 胡卓希 | 辉仔                  | 西九龍重案組警员 |
| 張松枝 | 柴头                  | 1993年西九龙重案組警员 |
| 何佩瑜 | 林敏芝                | 1993年西九龙重案組警员 |
| 黄定谦 | 阿锋                  | 1993年西九龙重案組警员 |
| 沈震轩 | 張強                  | 1993年消防處消防隊目，张天明父亲 景順大廈大火意外調查委員之一 後來被陳子俊 周曼儀兩公婆殺害 |
| 顏子菲 |                       | 张天明母亲，丈夫死後患上失智症 |
| 黃志榮 | 彭Sir                 | 楊光耀同期高級督察，後期轉往懲教署 |
| 鄭啟泰 | 馬Sir                 | 暫代劉偉滔接手疑犯陳家傑逃走、葉誠被殺兩宗案件 |
| 蘇宸䄖 | 阿虎                  | 石達智手下 |
| 汤怡   | 钟怡                  | 麥志鴻中學同學，中學時期幫助麥志鴻，後來麥志鴻得知其做夜總會小姐討厭其 |
| 鍾溥敏 | 馬嘉敏                | 社會福利署高級主任，1993年孤兒院社工 |
| 楊瑞麟 | 馬福榮                | |
| 郭慧   | 石太                  | 石达智妻子 被陳子俊 周曼儀兩公婆殺害 |
| 高翰文 | 何兆永                | 陳子俊父親 被陳子俊 把鐵鏈鎖鐵門 被大火燒死 |
| 利耀堂 | 球叔                  | 阿榮好友，第22屆景順大廈業主立案法團副主席 |
| 郭湛深 | 手機維修員            | 第6集替楊光耀修理手機時發現其手機被監聽 |
| 陳佩思 | 麥小娟                | 麥志鴻之姐 |

## 製作
編審唐耀良，《太陽星辰》還有朱鏡祺和劉小群擔任劇本顧問，這對夫妻檔組合參與過《鐵探》和《刑偵日記》兩套原創合拍劇，朱鏡祺也是《隔世追兇》的編審。

## 电视剧歌曲
| 曲別   | 歌名               | 作曲             | 作詞             | 編曲   | 演唱者           |
| 片頭曲 | 《Hold It Down》   | 丁可             | 丁可             | 丁可   | 丁可             |
| 片尾曲 | 《Shield》         | 丁可、Otay: Onii | 丁可、Otay: Onii | 丁可   | 丁可、Otay: Onii |
| 主題曲 | 《無悔這一生》     | 黃家駒           | 盧國宏           | 不適用 | Beyond           |
| 插曲   | 《情人》           | 黃家駒           | 劉卓輝           | 不適用 | Beyond           |
| 插曲   | 《情人》（女聲版） | 黃家駒           | 劉卓輝           | 鄭嘉嘉 | LUMi             |
| 插曲   | 《情人》（變奏版） | 不適用           | 不適用           | 張家誠 | 不適用           |

## 外部連結
- 太陽星辰每集劇情簡介及演員名單 - TVB.com （页面存档备份，存于）
- 太陽星辰(雙語版)myTV SUPER線上看 （页面存档备份，存于）
- 太陽星辰(翡翠台版)myTV SUPER線上看 （页面存档备份，存于）
- 太阳星辰官微的新浪微博
- 豆瓣电影上《太阳星辰》的資料 （简体中文）